# René Théodore Berthon
Pour les articles homonymes, voir Berthon.
 (juillet 2025).
René Théodore Berthon, né à Tours le 17 juillet 1776 et mort à Paris le 7 avril 1859, est un peintre français.

## Biographie
René Théodore Berthon est l'élève de Jacques-Louis David.
Peintre d'histoire et portraitiste, il exécuta alternativement des peintures à sujets mythologiques, des tableaux d'histoire et des portraits. Son œuvre est caractérisée par la correction du dessin et l'habileté de la composition, mais son style n'a pas la noblesse et la pureté de son maître David[réf. nécessaire].
Il est le père du peintre George Théodore Berthon et de la portraitiste Sidonie Berthon, spécialiste de miniature sur ivoire, qui seront ses élèves.

## Œuvre
Au Salon de 1801, il peint une femme dans un décor gothique, prémices d'une mode qui donnera naissance au style troubadour. Ce tableau reçoit maints éloges et contribue à sa fortune.
- Portrait de Madame d'Arjuzon (vers 1801), huile sur toile, 214 × 132 cm[1].

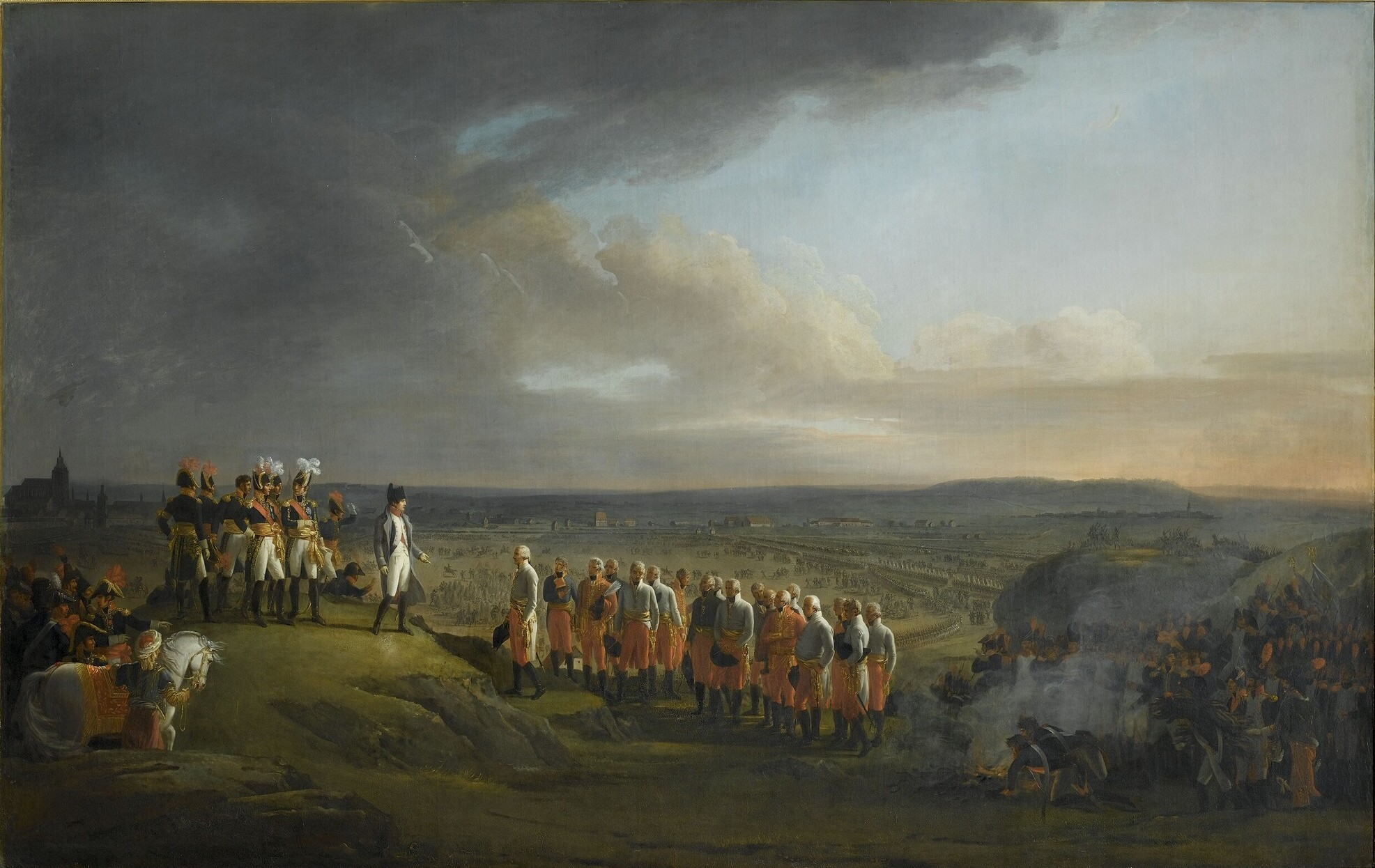
La Reddition d'Ulm (1806), musée national des Châteaux de Versailles et de Trianon
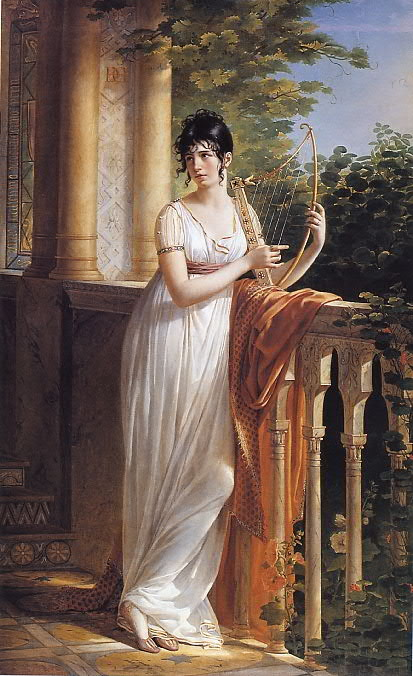
Portrait de Madame d'Arjuzon

### Collections publiques
- Versailles, musée de l'Histoire de France :
  - Le Colonel Rampon, à la tête de la 32e demi-brigade, défend la redoute de Monte-Legino, 10 avril 1796 ;
  - La Reddition d'Ulm, 1806 ;
  - Le Mariage de sainte Catherine, 1842 ;
  - Napoléon reçoit à Berlin après la Bataille d'Iéna, une députation du sénat, 1808.
- Caen, musée des beaux-arts :
  - David obtient de Saül la permission d'aller combattre le géant Goliath, 1822 ;
  - L'Entrée du duc de Berry à Caen, 1824.